# Ridleyella
Ridleyella là một chi thực vật có hoa trong họ, Orchidaceae.